# Афлер
Афлер (њем. Affler) општина је у њемачкој савезној држави Рајна-Палатинат. Једно је од 235 општинских средишта округа Ајфелкрајс Битбург-Прим. Према процјени из 2010. у општини је живјело 29 становника. Посједује регионалну шифру (AGS) 7232001.

## Географија
Афлер се налази у савезној држави Рајна-Палатинат у округу Ајфелкрајс Битбург-Прим. Општина се налази на надморској висини од 404 метра. Површина општине износи 2,0 km².

## Становништво
У самом мјесту је, према процјени из 2010. године, живјело 29 становника. Просјечна густина становништва износи 15 становника/km².